# Abul Kalam Azad
Abul Kalam Ghulam Muhiyuddin Ahmed bin Khairuddin Al- Hussaini Azad (em bengali:  আবুল কালাম মুহিয়ুদ্দিন আহমেদ আজাদ, em urdu:  مولانا ابوالکلام محی الدین احمد آزاد‎; 11 de Novembro de 1888 – 22 de Fevereiro de 1958) foi um estudioso indiano, teólogo islâmico, ativista da independência e um líder sênior do Congresso Nacional Indiano durante a independência indiana movimento. Após a independência da Índia, ele se tornou o Primeiro Ministro da Educação do governo indiano, Ministro do Desenvolvimento de Recursos Humanos (até 25 de setembro de 1958, Ministério da Educação). Ele é comumente lembrado como Maulana Azad; a palavra Maulana é um nome honorífico que significa 'Nosso Mestre' e ele adotou Azad (Livre) como seu pseudônimo. Sua contribuição para o estabelecimento da fundação educacional na Índia é reconhecida por comemorar seu aniversário como Dia Nacional da Educação em toda a Índia.
Quando jovem, Azad compôs poesia em urdu, bem como tratados sobre religião e filosofia. Ele ganhou destaque por meio de seu trabalho como jornalista, publicando obras críticas ao Raj britânico e defendendo as causas do nacionalismo indiano. Azad se tornou o líder do Movimento Khilafat, durante o qual ele teve contato próximo com o líder indiano Mahatma Gandhi. Azad tornou-se um defensor entusiasta das ideias de Gandhi de desobediência civil não violenta e trabalhou para organizar o movimento de não cooperação em protesto contra as Leis Rowlatt de 1919. Azad se comprometeu com os ideais de Gandhi, incluindo a promoção de Swadeshi produtos (indígenas) e a causa do Swaraj (Autogoverno) para a Índia. Em 1923, aos 35 anos, ele se tornou o mais jovem a ocupar o cargo de Presidente do Congresso Nacional Indiano.
Em outubro de 1920, Azad foi eleito membro do comitê de fundação para estabelecer Jamia Millia Islamia em Aligarh, UP, sem receber ajuda do governo colonial britânico. Ele ajudou a mudar o campus da universidade de Aligarh para Nova Delhi em 1934. O portão principal (Portão nº 7) para o campus principal da universidade leva o seu nome.
Azad foi um dos principais organizadores do Dharasana Satyagraha (foi um protesto contra o imposto britânico sobre o sal na Índia colonial) em 1931 e emergiu como um dos mais importantes líderes nacionais da época, liderando com destaque as causas da unidade hindu-muçulmana, além de defender o secularismo e o socialismo. Ele serviu como presidente do Congresso de 1940 a 1945, durante o qual a rebelião Quit India (exigindo o fim do domínio britânico na Índia) foi lançada. Azad foi preso, junto com toda a liderança do Congresso. Ele também trabalhou pela unidade hindu - muçulmana por meio do jornal Al-Hilal.